# Mike Gartner
Michael Alfred "Mike" Gartner, född 29 oktober 1959 i Ottawa, Ontario, är en kanadensisk före detta professionell ishockeyspelare som spelade 19 säsonger i NHL för Washington Capitals, Minnesota North Stars, New York Rangers, Toronto Maple Leafs och Phoenix Coyotes. Han spelade också en säsong i WHA för Cincinnati Stingers.

## Karriär
Mike Gartner valdes i NHL-draften 1979 som 4:e spelare totalt av Washington Capitals. Gartner började sin professionella karriär säsongen 1978–79 i Cincinnati Stingers i WHA där han spelade i samma kedja som Mark Messier. Gartner hade en bra säsong som resulterade i att han slutade på andra plats i omröstningen till årets nykomling efter Wayne Gretzky.
1979–80 spelade han sin första av nitton säsonger i NHL. Gartners första klubb var Washington Capitals, där han kom att stanna i tio säsonger. Sin första poäng i NHL, en assist, gjorde han i debuten 11 oktober 1979 mot Buffalo Sabres. Gartner bar #11 på ryggen under hela sin tid i Washington Capitals. Gartner hade en stabil första säsong och valdes till Capitals bästa nykomling och mest värdefullaste spelare. Dessutom röstade fansen fram honom till lagets mest lovande spelare. Hans 36 mål samma säsong var flest i laget.
Den 7 mars 1989 byttes Gartner bort till Minnesota North Stars. När han lämnade Capitals hade han gjort flest mål, assist och poäng i klubbens historia. Nu ligger han på andra plats i dessa tre kategorier. Hans tröja nummer 11 hänger i taket.
Gartner spelade drygt en säsong i Minnesota North Stars innan han byttes bort till New York Rangers den 6 mars 1990. Han började starkt i sitt nya lag och gjorde två mål i debuten mot Philadelphia Flyers. Gartner gjorde elva mål och fem assist på de tolv matcher som han spelade för Rangers under grundsäsongen. Säsongen 1991–92 blev han den första spelare i NHL:s historia att göra sitt 500:e mål, 500:e assist, 1000:e poäng och spela sin 1000:e match under samma säsong. Nästa säsong blev Gartner den första i klubbens historia att göra 40 mål eller fler tre år i rad. Gartner var älskad av Rangers-fansen, och säsongen 1992–93 fick han utmärkelsen Frank Boucher Trophy som den populärate spelaren i klubben, framröstad av medlemmarna i Rangers Fan Club. Samma säsong gjorde han fyra mål i den årliga All-Star matchen och fick priset för matchens bästa spelare. I Madison Square Garden, New York Rangers hemmaarena, gjorde Gartner både sitt 500:e och 600:e mål.
Strax innan Trade Deadline 1994 byttes Gartner bort till Toronto Maple Leafs. I utbyte fick Rangers bland annat Glenn Anderson. Sin vana trogen hade Gartner inga problem att komma in i sin nya klubb. Han gjorde tolv poäng på de tio matcher som var kvar av grundserien. I Toronto var han inte längre på toppen av sin karriär och han spelade i en lite mer undanskymd roll i tredjekedjan, men fortsatte ändå att göra många mål.
1996 byttes Gartner bort till Phoenix Coyotes, ett lag som precis hade flyttats från Winnipeg till Phoenix inför säsongen 1996–97. Han gjorde det första målet och det första hat-tricket i klubbens historia mot Boston Bruins 7 oktober 1996. Han spelade i Coyotes i två år innan han lade av med ishockeyn i augusti 1998.
Trots Gartners långa karriär fick han aldrig spela i en Stanley Cup-final. Året efter att Gartner lämnade Minnesota North Stars gick de till final, där de förlorade mot Pittsburgh Penguins. Precis innan transfern stängdes 1994 skickades han från New York Rangers till Toronto Maple Leafs, samma säsong som Rangers vann Stanley Cup. Gartner blev bortbytt tre gånger under sin karriär precis innan transfern stängdes, och han hade en förmåga att producera direkt för sitt nya lag. Lägger man ihop de matcher han gjorde för sina nya lag som han kommit till precis innan sista transfern stängdes så spelade han 35 matcher och gjorde 24 mål, 18 assist och 42 poäng.
Under sina nitton år i NHL gjorde Gartner 708 mål, 627 assist och 1335 poäng på 1432 matcher. Han gjorde 30 mål eller fler 15 säsonger i rad, vilket ingen annan spelare har klarat av. Totalt blev det 17 säsonger som han gjorde 30 mål eller fler. Han vann lagets interna målliga åtta av de nitton säsonger han spelade. Mike Gartner blev den femte spelaren genom tiderna att göra 700 mål trots att han aldrig gjorde mer än 50 mål under en säsong. Han blev uttagen till NHL All-Star Game sju gånger.
Snabbheten var alltid en av Gartners starkaste sidor och han vann momentet som den snabbaste spelaren i SuperSkills, som hålls varje år under NHL All-Star Game, tre gånger, ett rekord han fortfarande innehar.
Sedan 2022 är Gartner ordförande för Hockey Hall of Fames kommitté som ansvarar för inväljning av nya medlemmar.

## Statistik

### Klubbkarriär
| 1975–76          | St. Catharines Black Hawks | OHA              | 3    | 1   | 3   | 4    | 0    | 4   | 1  | 0  | 1  | 2   |
| 1976–77          | Niagara Falls Flyers       | OHA              | 62   | 33  | 42  | 75   | 125  | —   | —  | —  | —  | —   |
| 1977–78          | Niagara Falls Flyers       | OHA              | 64   | 41  | 49  | 90   | 56   | —   | —  | —  | —  | —   |
| 1978–79          | Cincinnati Stingers        | WHA              | 78   | 27  | 25  | 53   | 123  | 3   | 0  | 2  | 2  | 2   |
| 1979–80          | Washington Capitals        | NHL              | 77   | 36  | 32  | 68   | 66   | —   | —  | —  | —  | —   |
| 1980–81          | Washington Capitals        | NHL              | 80   | 48  | 46  | 94   | 100  | —   | —  | —  | —  | —   |
| 1981–82          | Washington Capitals        | NHL              | 80   | 35  | 45  | 80   | 121  | —   | —  | —  | —  | —   |
| 1982–83          | Washington Capitals        | NHL              | 73   | 38  | 38  | 76   | 54   | 4   | 0  | 0  | 0  | 4   |
| 1983–84          | Washington Capitals        | NHL              | 80   | 40  | 45  | 85   | 90   | 8   | 3  | 7  | 10 | 16  |
| 1984–85          | Washington Capitals        | NHL              | 80   | 50  | 52  | 102  | 71   | 5   | 4  | 3  | 7  | 9   |
| 1985–86          | Washington Capitals        | NHL              | 74   | 35  | 40  | 75   | 63   | 9   | 2  | 10 | 12 | 4   |
| 1986–87          | Washington Capitals        | NHL              | 78   | 41  | 32  | 73   | 61   | 7   | 4  | 3  | 7  | 14  |
| 1987–88          | Washington Capitals        | NHL              | 80   | 48  | 33  | 81   | 73   | 14  | 3  | 4  | 7  | 14  |
| 1988–89          | Washington Capitals        | NHL              | 56   | 26  | 29  | 55   | 71   | —   | —  | —  | —  | —   |
| 1988–89          | Minnesota North Stars      | NHL              | 13   | 7   | 7   | 14   | 2    | 5   | 0  | 0  | 0  | 6   |
| 1989–90          | Minnesota North Stars      | NHL              | 67   | 34  | 36  | 70   | 32   | —   | —  | —  | —  | —   |
| 1989–90          | New York Rangers           | NHL              | 12   | 11  | 5   | 16   | 6    | 10  | 5  | 3  | 8  | 12  |
| 1990–91          | New York Rangers           | NHL              | 79   | 49  | 20  | 69   | 53   | 6   | 1  | 1  | 2  | 0   |
| 1991–92          | New York Rangers           | NHL              | 76   | 40  | 41  | 81   | 55   | 13  | 8  | 8  | 16 | 4   |
| 1992–93          | New York Rangers           | NHL              | 84   | 45  | 23  | 68   | 59   | —   | —  | —  | —  | —   |
| 1993–94          | New York Rangers           | NHL              | 71   | 28  | 24  | 52   | 58   | —   | —  | —  | —  | —   |
| 1993–94          | Toronto Maple Leafs        | NHL              | 10   | 6   | 6   | 12   | 4    | 18  | 5  | 6  | 11 | 14  |
| 1994–95          | Toronto Maple Leafs        | NHL              | 38   | 12  | 8   | 20   | 6    | 5   | 2  | 2  | 4  | 2   |
| 1995–96          | Toronto Maple Leafs        | NHL              | 82   | 35  | 19  | 54   | 52   | 6   | 4  | 1  | 5  | 4   |
| 1996–97          | Phoenix Coyotes            | NHL              | 82   | 32  | 31  | 63   | 38   | 7   | 1  | 2  | 3  | 4   |
| 1997–98          | Phoenix Coyotes            | NHL              | 60   | 12  | 15  | 27   | 24   | 5   | 1  | 0  | 1  | 18  |
| OHA + WHA totalt | OHA + WHA totalt           | OHA + WHA totalt | 207  | 102 | 119 | 221  | 304  | 7   | 1  | 2  | 3  | 4   |
| NHL totalt       | NHL totalt                 | NHL totalt       | 1432 | 708 | 627 | 1335 | 1159 | 122 | 43 | 50 | 93 | 125 |

## Meriter
- Invald i Hockey Hall of Fame 2001
- Frank Boucher Trophy - Rangers Fan Club – 1993
- Crumb Bum - Rangers Fan Club – 1991
- Veckans spelare i NHL –  22 februari 1987
- Månadens spelare i NHL – februari 1987
- Veckans spelare i NHL – 26 november 1989
- NHL All-Star Game MVP – 1993
- Snabbaste spelare i NHL All-Star Game SuperSkills – 1991, 1993 och 1996
- Spelade NHL All-Star Game – 1981, 1985, 1986, 1988, 1991, 1993 och 1996
- 1998 Rankades han av The Hockey News som nummer 89 av de 100 Bästa spelarna genom tiderna
- Ligger på 6:e plats genom tiderna i antalet gjorda mål genom tiderna i NHL med 708 mål

## Rekord
- NHL-rekord för flest 30-målssäsonger i rad – 15 st.
- NHL-rekord för flest 30-målssäsonger – 17 st.
- NHL-rekord för snabbaste två mål från start i en All-Star Game – 3:18, 1993
- Washington Capitals rekord för längsta poängsvit – 17 matcher (gjort det två gånger)
- Washington Capitals rekord för längsta målsvit – 9 matcher, 1986–87 (delar rekordet)
- Washington Capitals rekord för flest mål i boxplay – 6, 1986-87 (delar rekordet)
- Washington Capitals rekord för flest poäng av en högerforward under en säsong – 102, 50 mål och 52 assist, 1984–85

## Internationellt
- Spelade i JVM 1978 för Kanada och vann brons.
- Spelade i VM för Kanada 1981, 1982, 1983 och 1993. Vann brons 1982 och 1983.
- Spelade i Canada Cup för Kanada 1984 och 1987. Vann turneringen båda gångerna.